# KBS 국악관현악단
KBS 국악관현악단은 1985년 11월 20일 창단연주회를 가지며 창단한 국악관현악단이다.

## 상임 지휘자
- 1대(1985-1994) 이상규
- 2대(1997-1998) 김용진
- 3대(1998-2004) 임평룡
- 4대(2004-2018) 이준호
- 5대(2019-2022) 원영석
- 6대(2023-현재) 박상후